# Sceloporus
Sceloporus es un género de saurópsidos escamosos de la familia Phrynosomatidae llamadas comúnmente lagartijas espinosas. Su característica principal es poseer escamas aquilladas en la parte dorsal. Son de hábitos diurnos y su alimentación es principalmente insectívora.
Son muy abundantes en Estados Unidos y México, aunque se distribuyen desde Canadá hasta Centroamérica.

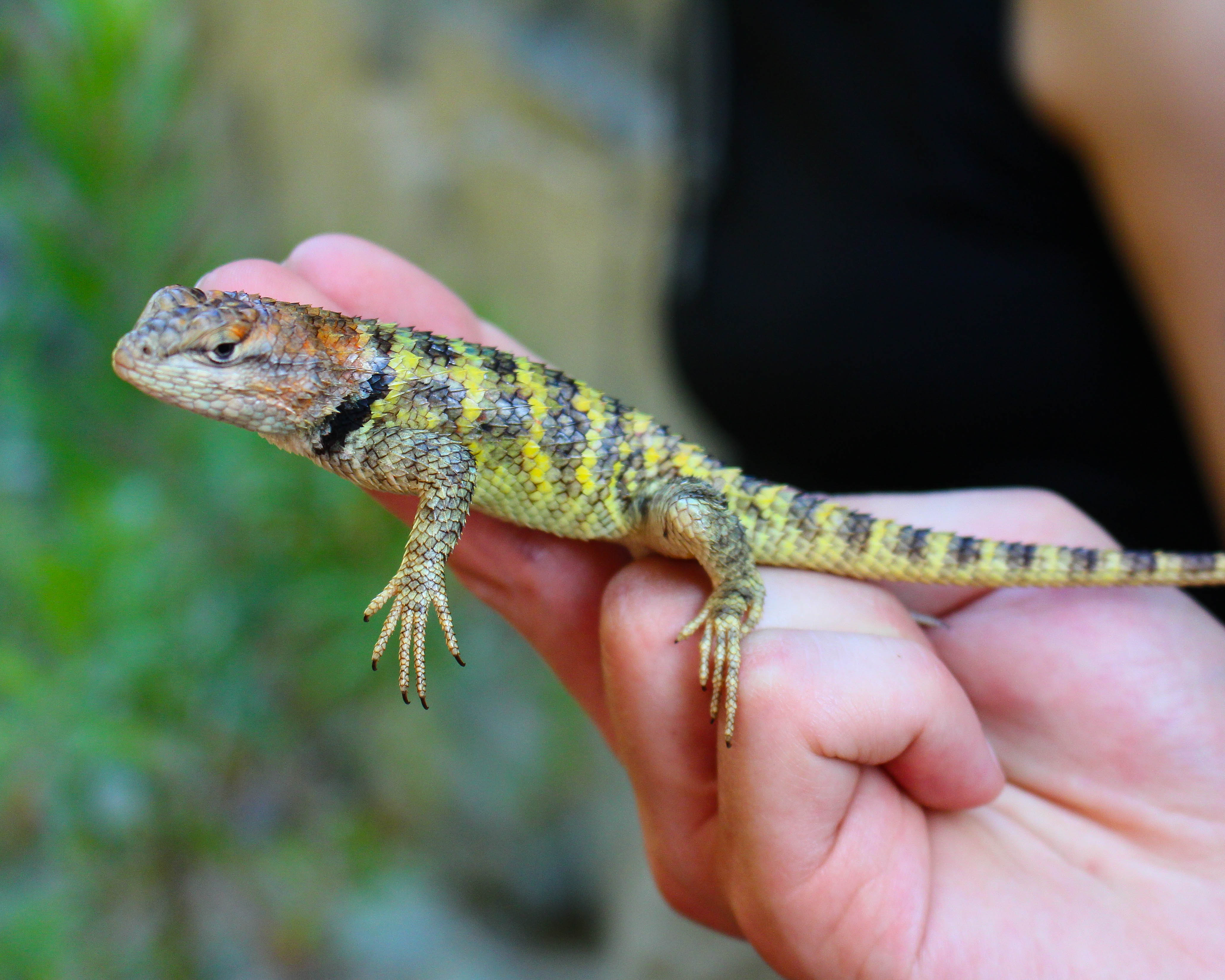
Sceloporus uniformis

## Especies
El género Sceloporus incluyes 107 especies:
- Sceloporus acanthinus Bocourt, 1873
- Sceloporus adleri Smith & Savitzky, 1974
- Sceloporus aeneus Wiegmann, 1828
- Sceloporus albiventris Smith, 1939
- Sceloporus anahuacus Lara-Góngora, 1983
- Sceloporus angustus (Dickerson, 1919)
- Sceloporus arenicolus Degenhardt & Jones, 1972
- Sceloporus asper Boulenger, 1897
- Sceloporus aurantius Grummer & Bryson, 2014

- Sceloporus aureolus Smith, 1942
- Sceloporus becki Van Denburgh, 1905
- Sceloporus bicanthalis Smith, 1937
- Sceloporus bimaculosus Phelan & Brattstrom, 1955

- Sceloporus brownorum Smith et al., 1997

- Sceloporus bulleri Boulenger, 1894
- Sceloporus caeruleus Smith, 1936
- Sceloporus carinatus Smith, 1936
- Sceloporus cautus Smith, 1938
- Sceloporus chaneyi Liner & Dixon, 1992
- Sceloporus chrysostictus Cope, 1866
- Sceloporus clarkii Baird & Girard, 1852
- Sceloporus consobrinus Baird & Girard, 1853
- Sceloporus couchii Baird, 1859
- Sceloporus cowlesi Lowe & Norris, 1956
- Sceloporus cozumelae Jones, 1927
- Sceloporus cryptus Smith & Lynch, 1967
- Sceloporus cupreus Bocourt, 1873
- Sceloporus cyanogenys Cope, 1885
- Sceloporus cyanostictus Axtell & Axtell, 1971

- Sceloporus druckercolini Perez & Saldana, 2008

- Sceloporus dugesii Bocourt, 1873

- Sceloporus edbelli Smith et al. 2003
- Sceloporus edwardtaylori Smith, 1936

- Sceloporus esperanzae McCranie, 2018
- Sceloporus exsul Dixon et al., 1972

- Sceloporus formosus Wiegmann, 1834

- Sceloporus gadoviae Boulenger, 1905
- Sceloporus gadsdeni Castañeda et.al., 2017
- Sceloporus goldmani Smith, 1937
- Sceloporus graciosus Baird & Girard, 1852
- Sceloporus grammicus Wiegmann, 1828
- Sceloporus grandaevus (Dickerson, 1919)
- Sceloporus halli Dasmann & Smith, 1974

- Sceloporus heterolepis Boulenger, 1894

- Sceloporus hondurensis Mccranie, 2018
- Sceloporus horridus Wiegmann, 1834
- Sceloporus hunsakeri Hall & Smith, 1979
- Sceloporus insignis Webb, 1967
- Sceloporus internasalis Smith & Bumzahem, 1955
- Sceloporus jalapae Günther, 1890
- Sceloporus jarrovii Cope, 1875
- Sceloporus lemosespinali Lara-Góngora, 2004
- Sceloporus licki Van Denburgh, 1895
- Sceloporus lineatulus Dickerson, 1919
- Sceloporus lunae Bocourt, 1873
- Sceloporus lundelli Smith, 1939

- Sceloporus macdougalli Smith & Bumzahem, 1953

- Sceloporus maculosus Smith, 1934
- Sceloporus magister Hallowell, 1854
- Sceloporus malachiticus Cope, 1864
- Sceloporus megalepidurus Smith, 1934
- Sceloporus melanorhinus Bocourt, 1876
- Sceloporus mendezi Charran, Loc-Barragan, Calzada-Arciniega, Alfaro-Juantorena, Cueva Del Castillo, Blair & Jiménez-Arcos, 2025[2]
- Sceloporus merriami Stejneger, 1904
- Sceloporus minor Cope, 1885
- Sceloporus mucronatus Cope, 1885
- Sceloporus nelsoni Cochran, 1923

- Sceloporus oberon Smith & Brown, 1941
- Sceloporus occidentalis Baird & Girard, 1852

- Sceloporus ochoterenae Smith, 1934
- Sceloporus olivaceus Smith, 1934
- Sceloporus omiltemanus Günther, 1890
- Sceloporus orcutti Stejneger, 1893
- Sceloporus ornatus Baird, 1859

- Sceloporus palaciosi Lara-Góngora, 1983

- Sceloporus parvus Smith, 1934
- Sceloporus poinsettii Baird & Girard, 1852
- Sceloporus pyrocephalus Cope, 1864

- Sceloporus salvini Günther, 1890

- Sceloporus samcolemani Smith & Hall, 1974
- Sceloporus scalaris Wiegmann, 1828

- Sceloporus schmidti Jones, 1927

- Sceloporus serrifer Cope, 1866

- Sceloporus shannonorum Langebartel, 1959
- Sceloporus siniferus Cope, 1870
- Sceloporus slevini Smith, 1937
- Sceloporus smaragdinus Bocourt, 1873
- Sceloporus smithi Hartweg & Oliver, 1937
- Sceloporus spinosus Wiegmann, 1828
- Sceloporus squamosus Bocourt, 1874
- Sceloporus stejnegeri Smith, 1942
- Sceloporus subniger Poglayen & Smith, 1958
- Sceloporus subpictus Lynch & Smith, 1965
- Sceloporus sugillatus Smith, 1942

- Sceloporus taeniocnemis Cope, 1885

- Sceloporus tanneri Smith & Larsen, 1975
- Sceloporus teapensis Günther, 1890
- Sceloporus torquatus Wiegmann, 1828
- Sceloporus tristichus (Cope, 1875)

- Sceloporus undulatus (Bosc & Daudin, 1801)

- Sceloporus unicanthalis Smith, 1937

- Sceloporus uniformis Phelan & Brattstrom, 1955

- Sceloporus utiformis Cope, 1864

- Sceloporus variabilis Wiegmann, 1834

- Sceloporus virgatus Smith, 1938
- Sceloporus woodi Stejneger, 1918
- Sceloporus zosteromus Cope, 1863